# Hasborn (Eifel)

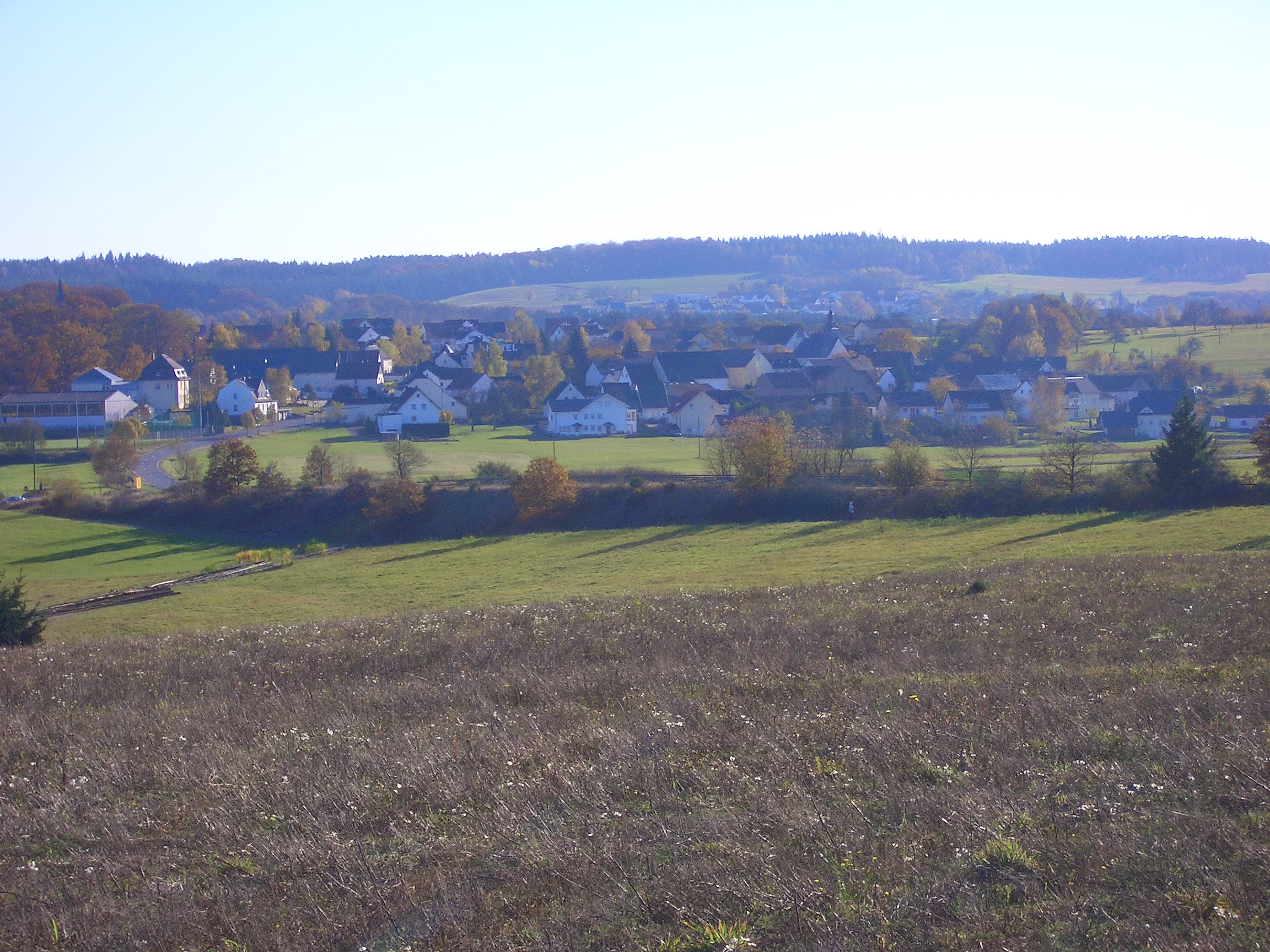
Hasborn

Hasborn in der Eifel ist eine Ortsgemeinde im Landkreis Bernkastel-Wittlich in Rheinland-Pfalz. Sie gehört der Verbandsgemeinde Wittlich-Land an.

## Geschichte
Hasborn wurde erstmals 1341 in einer Urkunde des Kurfürsten Balduin erwähnt. Der Ortsname resultiert vermutlich aus „Havekesbrunno“, was Habichtsbrunnen bedeutet. Darauf wird in verschiedenen Quellen hingewiesen. Eine andere Interpretation des Namens bezieht sich auf einen Franken namens Hasso, der an einem Brunnen („Born“) einen Hof anlegte. An diesem Brunnen führte eine alte Römerstraße vorbei, deren Spuren sieht man noch heute an dem tief eingeschnittenen Hohlweg, der „Holg“ heißt.
Der Ursprung von Hasborn liegt wahrscheinlich in dem untergegangenen Dorf Ritzeroth, das 1357 letztmals erwähnt wird und in einem Seitental des Sammetbaches an der heutigen Straße nach Oberscheidweiler lag. Ritzeroth dürfte wie viele Dörfer in der Gegend an der Pest ausgestorben sein. Der Flurname „Reizat“ erinnert an dieses untergegangene Dorf. Als reichsritterschaftliches Dorf unterstand Hasborn nicht den lokalen Landesherren, sondern einem Reichsritter. Ab 1726 war Hasborn Station der Postkutschenlinie Trier – Koblenz. Diese Linie wurde bis 1879 betrieben.
Ab 1794 stand Hasborn unter französischer Herrschaft, 1815 wurde der Ort auf dem Wiener Kongress dem Königreich Preußen zugeordnet. Seit 1946 ist er Teil des damals neu gebildeten Landes Rheinland-Pfalz.

## Politik

### Bürgermeister
Hermann Leister wurde am 28. Februar 2020 Ortsbürgermeister von Hasborn. Er wurde im Juni 2024 wiedergewählt.
Leisters Vorgänger Hajo Neumes, der geschäftsführend bis zur Neuwahl tätig war, hatte das Amt fast 21 Jahre ausgeübt.

## Kultur und Sehenswürdigkeiten

### Naturdenkmäler

#### Hasborner Sauerbrunnen
Im Sammetbachtal zwischen Hasborn und Oberscheidweiler liegt direkt am Ufer des Sammetbach der Hasborner Sauerbrunnen, eine in devonischen Gesteinen austretende und gefasste Quelle. Das Quellwasser ist braun gefärbt und schmeckt säuerlich. Für die Färbung ist gelöstes Eisen und für den Geschmack Kohlendioxid vulkanischen Ursprungs verantwortlich.

#### Eichenhain
Der Eichenhain, ein in Deutschland einzigartiger, fast 400 Jahre alter Eichenbestand in der Ortsmitte von Hasborn, ist der Überlieferung nach während des Dreißigjährigen Kriegs entstanden, als marodierende Banden es den Bauern unmöglich machten, die Schweine zur Waldweide in die umliegenden Eichenwälder zu treiben. Stattdessen sammelte die Dorfbevölkerung die Eicheln im Wald zusammen und schütteten sie anschließend am Ortsrand den Tieren als Futter aus. Einige Früchte sollen dabei von den Vierbeinern in den Boden eingearbeitet worden sein, sodass sich Keime und Schösslinge entwickeln konnten.

#### Schanzley
Der Schanzley ist ein steiler Fels hoch über dem Sammetbachtal, tief im Wald gelegen und daher schwierig zu finden.

### Bauwerke

#### Alte Kapelle Sankt Rochus
- Hochaltar um 1700 (Dehio)

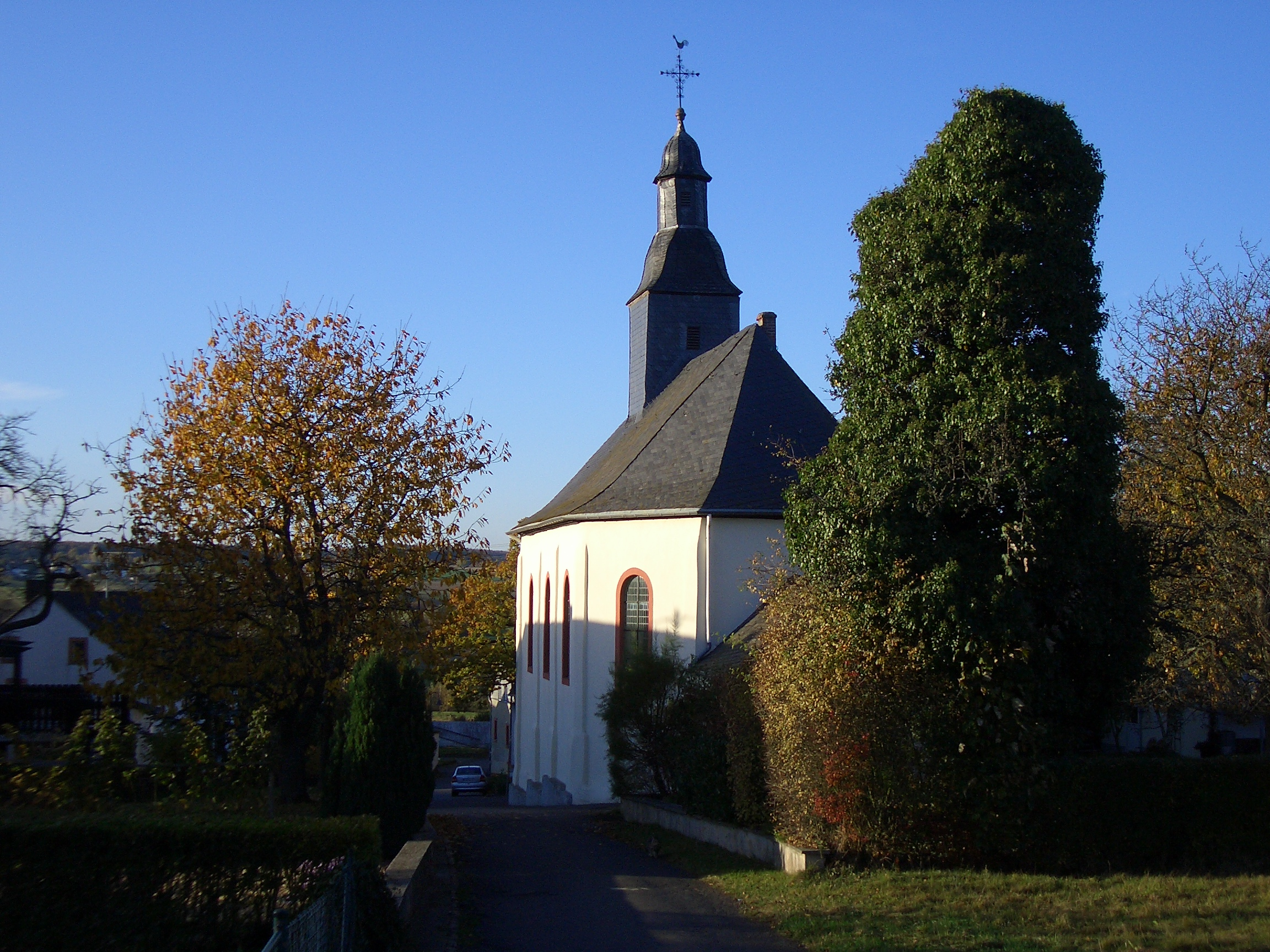
Alte Rochuskapelle

- Ehemalige Pfarrkirche von 1775 mit Kreuzweg
- 1967 profaniert, 1997/98 Innen- und Außenrenovierung (Deutsche Stiftung Denkmalschutz)
- heute kulturelles Zentrum genutzt für Veranstaltungen: Ausstellungen, Konzerte, Lesungen und Theater

#### Neue Kirche Sankt Rochus
- neue, moderne Kirche mit Zeltdach im alten Eichenhain
- eingeweiht 1968
- Architekt Böhr aus Trier
- Führer-Orgel, die ursprünglich in Bergkamen stand

#### Hasborner Mühle
Die Hasborner Mühle, am Sammetbach gelegen und bis 1957 als Getreidemühle genutzt, steht seit einigen Jahren leer.

#### Kupfergrube Neuglück
An der Grenze zu Willwerscheid befindet sich die stillgelegte Kupfergrube Neuglück. Der Zugang ist durch eine Gittertür im Berg versperrt, der Stollen ist aber einsehbar.

### Sport
Im DJK Hasborn e. V. (mehr als 500 Mitglieder) werden die Sportarten Fußball, Tennis, Gymnastik und Volleyball betrieben. In Hasborn gibt es einen Rasenfußballplatz, einen Trainingsplatz, drei Tennisplätze, eine große Mehrzweck-Sporthalle und eine Kegelbahn im Hotel Thomas. Außerdem führt der Maare-Mosel-Radweg auf der Trasse der stillgelegten Eifelbahn durch den Ort.

## Wirtschaft und Infrastruktur

### Verkehr
Über die Anschlussstelle Hasborn besteht eine direkte Anbindung an die Bundesautobahn 1. Durch Hasborn verläuft die Landesstraße 52, die alte Verbindungschaussee zwischen Trier und Koblenz. Busse verkehren nach Wittlich und Daun.

### Bildung
- Kindergarten Hasborn-Greimerath
- sechsklassige Grundschule, die von den Kindern aller umliegenden Dörfer besucht wird.

### Wertholzlagerplatz
In Hasborn befindet sich der Wertholzlagerplatz der Landesforsten Rheinland-Pfalz. Auf einer großen Fläche werden alle Werthölzer aus dem weiten Umkreis zum Zwecke der Besichtigung und der Versteigerung gelagert. Der Weg zum Wertholzlagerplatz zweigt von der Straße nach Niederöfflingen bzw. dem Maare-Mosel-Radweg ab und ist beschildert.

### Photovoltaikanlage
In Hasborn befindet sich die größte interkommunale Photovoltaikanlage von Rheinland-Pfalz. Die Kapazität beträgt 12 Megawatt. Der Solarpark besteht aus zwei Teilanlagen mit einer Fläche von 40 Hektar, welche sich auf den Gemarkungen von Hasborn und Niederöfflingen aufteilen. Die Anlage wurde am 12. April 2010 unter Beisein der Ministerinnen Margit Conrad und Malu Dreyer eingeweiht.

## Persönlichkeiten

### Ehrenbürger
Am 28. Februar 2020 wurde das Ehepaar Cäcilia und Hermann Simon (* 1947) für ihre Verdienste um die Gemeinde zu ihren ersten Ehrenbürgern ernannt.

### Söhne und Töchter Hasborns
- Hermann Simon (* 1947), Wirtschaftsprofessor, Unternehmensberater und Unternehmer; seit 2020 auch Ehrenbürger (siehe oben)
- Edeltrud Bayer (* 1957), Ltd. Direktorin, Landesbetrieb Mobilität, Trier